# Futebol na Estônia
O futebol é o principal esporte praticado na Estônia, uma das 3 ex-repúblicas das URSS localizadas na região do mar Báltico. A Associação Estoniana de Futebol (em estoniano, Eesti Jalgpalli Liit) é a entidade que gerencia a modalidade no país, fundada em 1921 e admitida na UEFA em 1992.

## Futebol internacional
A Seleção Estoniana fez seu primeiro jogo oficial em outubro de 1920, contra a Finlândia, que saiu vencedora por 6 a 0. A estreia em eliminatórias de Copa foi contra a Suécia, em 1933 (partida válida pelas eliminatórias da Copa de 1934, as primeiras realizadas na história). Em 1940, disputou seu último jogo como país independente, ao derrotar a vizinha Letônia por 2 a 1. Na época em que integrou a União Soviética, nenhum jogador estoniano foi convocado para defender o Exército Vermelho em competições oficiais.
Com a dissolução da União Soviética em 1991, a Estônia (que recuperou a independência em 1990), as outras 2 repúblicas bálticas (Letônia e Lituânia) e a Rússia foram as únicas ex-repúblicas da URSS que foram liberadas para disputar as eliminatórias para a Copa de 1994 - a Rússia foi a única a obter a classificação, e os Sinisärgid jamais conquistaram a classificação até hoje, nem para a Eurocopa, disputando apenas as Olimpíadas de 1924, perdendo para os Estados Unidos por 2 a 0.
O meio-campista Martin Reim, com 157 partidas disputadas entre 1992 e 2009, é o recordista de jogos pela seleção. O goleiro Mart Poom, que entrou em campo 120 vezes e com passagem pelo futebol inglês (Sunderland, Portsmouth, Derby County, Arsenal e Watford) é considerado o melhor futebolista estoniano do últimos 50 anos da UEFA, na comemoração dos Prêmios do Jubileu da entidade. Além deles, Marko Kristal, Andres Oper, Ragnar Klavan, Kristen Viikmäe, Indrek Zelinski, Richard Kuremaa, Eduard Ellmann-Eelma, Konstantin Vassiljev, Dmitri Kruglov, Arnold Pihlak e Raio Piiroja são outros futebolistas estonianos de destaque.

## Clubes de futebol
Em nível de clubes, o futebol estoniano é dividido em 6 divisões. Na Meistriliiga, que reúne um misto de clubes profissionais e semi-profissionais, o maior vencedor é o Flora Tallinn, com 11 títulos, 2 a mais que seu principal rival, o Levadia, que possui 9 (7 como Levadia e 2 como Levadia Maardu). As divisões de acesso (Esiliiga, Esiliiga 2, II Liiga, III Liiga e IV Liiga) são de nível amador e regionalizadas. Andrei Kalimullin é o recordista de jogos disputados, com 517 partidas, e o maior artilheiro da história da competição é Maksim Gruznov, que balançou as redes 304 vezes entre 1992 e 2012.
A Copa da Estônia (em estoniano, Eesti Karikas) é a copa nacional do país, e tem como maior vencedor o Levadia, com 9 taças. A Supercopa da Estónia é disputada entre o campeão nacional e o campeão da Copa. O clube que mais venceu a Supercopa é o Flora, com 9 títulos.
O JK Tallinna Kalev é a única equipe estoniana que disputou a primeira divisão do Campeonato Soviético, em 1960 e 1961, quando foi rebaixado.

## Links
- Site oficial da Associação Estoniana de Futebol